# Institución Ferial de Mérida
La Institución Ferial de Mérida (IFEME) es un edificio para ferias comerciales y centro de congresos inaugurado en 2008 en Mérida, la capital de Extremadura.

## Características
Superficie: la parcela tiene unos 21.000 m² y la construcción 6.785 m². 
Distribución: Al entrar en IFEME, el visitante accede primero a un vestíbulo en el que se ubican los controles de acceso correspondientes y los servicios de acreditaciones y de seguridad; así como la isla de información, la megafonía, la oficina de objetos perdidos y el guardarropa. Por otro lado, el recinto tiene habilitado un bar-cafetería, que incorpora cocina y almacén de alimentos, cajas y mobiliario; y los servicios para señoras y caballeros.
El área administrativa está conformada por las oficinas de organización, marketing y mantenimiento y dispone, además, de espacios como el Club del Expositor, las salas VIP, la sala de prensa, el servicio médico, una tienda, un kiosco para prensa y el almacén de administración.
La zona de mantenimiento se constituye con el taller de montajes, los almacenes, salas técnicas, sala de maquinaria, centro de transformación, cuadro eléctrico y cuarto de limpieza.
IFEME cuenta con tres salas de conferencia de distinta capacidad: 200, 100 y 60 personas, ideales para la celebración de congresos.
El área de exposiciones está dividida en tres salas con una altura de 21 metros. La primera, con capacidad para 74 stands, tiene una superficie de 2.500 m². La segunda tiene disponibilidad para contener 24 stands distribuidos en 817 m². Y, por último, la tercera sala, con 1.270 m², puede albergar unos 36 stands. En total, el área de exposiciones cuenta con una extensión de 4.587 metros cuadrados en la que pueden ubicarse 134 stands, teniendo en cuenta que cada módulo tiene unas dimensiones de 4x4 metros. Cada uno de los módulos cuenta con una toma subterránea de agua, saneamiento, toma de electricidad y de teléfono/internet. A esta zona expositiva hay que sumar los 4.400 metros cuadrados para exposiciones exteriores.
Finalmente, el recinto cuenta con un aparcamiento exterior con capacidad para 200 vehículos y que se encuentra seccionado en zona para expositores, zona VIP, público, autobuses y mercancías. 
Presupuesto: 5.449.050 €, incluido el mobiliario y el equipamiento interior.

## Ferias
Entre las múltiples actividades que se llevan a cabo en las instalaciones de IFEME, existe un calendario de ferias fijas que se celebran todos los años.
- EXPOBODA - Feria de Bodas, Eventos y Hogar[1]
- EXTREMANGA[2]
- ECIBE - Encuentro Iberoamericano de Espumososos[3]

## Accesos
Se encuentra ubicada en la Calle de Manuel Nuñez, accesible a través de la Avenida Félix Valverde Grimaldi y de la Avenida del Prado.
El autobús urbano en su Línea 4/6 cuenta con una parada cercana.